# Венцлова, Томас
То́мас Ве́нцлова (лит. Tomas Venclova; род. 11 сентября 1937, Клайпеда, Литва) — литовский поэт, переводчик, литературовед, эссеист, диссидент и правозащитник.

## Биография
Сын литовского поэта Антанаса Венцловы. Отец кинорежиссёра и медиахудожника Андрюса Венцловы. В 1939 году после того как Клайпедский край отошел Германии по пакту Урбшиса — Риббентропа вместе с семьей переехал в Каунас. Во время Великой Отечественной войны, когда отец, занимавший пост народного комиссара просвещения Литовской ССР, пребывал в эвакуации, жил у родственников в Каунасе. С 1946 года жил в Вильнюсе.
В 1978 году писал:

Родом я не из Вильнюса; родился в Клайпеде, откуда мои родители вынуждены были уехать в 1939 году, когда Гитлер занял этот город и его окрестности. Тогда мне было два года. Детство, иначе говоря немецкую оккупацию, я провел в Каунасе. Но потом уже стал вильнюсцем, как и многие тысячи литовцев, которые во время войны и после войны съехались в свою историческую столицу. Для них это был совершенно незнакомый город. Перед войной между Вильнюсом и независимой Литвой, как известно, практически не было связей. Правда, был миф о Вильнюсе, существенный для литовского воображения — но об этом позже и это другое.

… В самый первый день после школы я заблудился в руинах; это мучительное беспомощное блуждание в поисках дома, которое продолжалось добрых четыре часа (некого было спросить, потому что людей я встречал немного, к тому же никто не говорил по-литовски), стало для меня чем-то вроде личного символа.

Окончил Вильнюсский университет (специальность литовский язык и литература; 1960).
Один из основателей Литовской Хельсинкской группы (основана 1 декабря 1976 года).
В 1977 году выехал из Советского Союза по приглашению университета Беркли, позже работал в университете Огайо. Указом Президиума Верховного Совета СССР от 14 июня 1977 года лишён советского гражданства.
В 1980—2012 годах работал в Йельском университете, где в 1985 году стал доктором философских наук, позднее стал почётным профессором. Он специализируется на русской и польской литературе, а также преподавал литовский язык и литературу. Жил и работал в Нью-Хейвене (США).
В эмиграции около 20 лет поддерживал близкие отношения с Иосифом Бродским, что было для Венцловы «одним из главных событий жизни». Близким другом Венцловы был также Чеслав Милош, многие поэтические произведения которого он перевел на литовский язык.
В 2018 году Венцлова вернулся в Вильнюс.

## Литературная деятельность

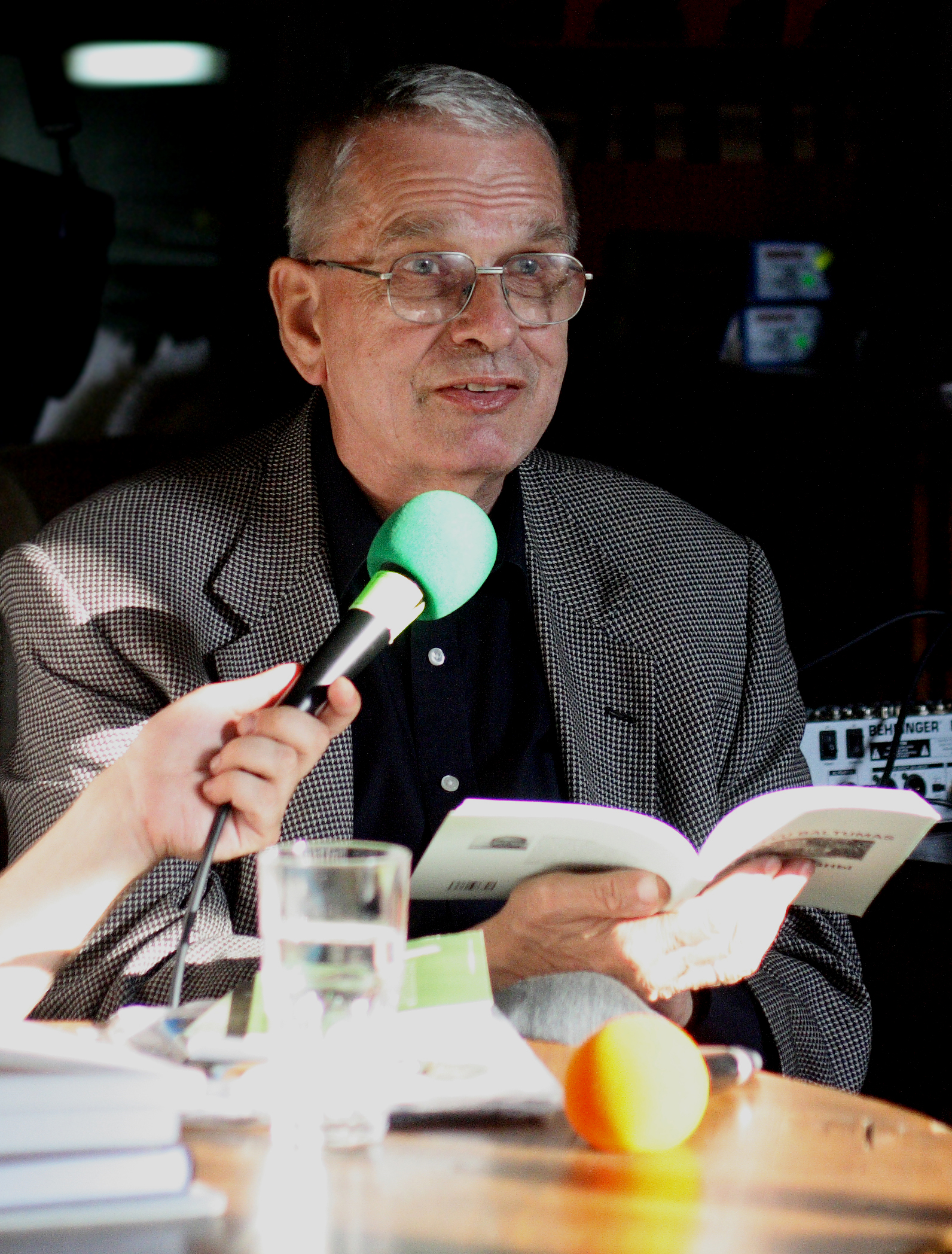
Томас Венцлова (2009 год)

Дебютировал в печати научно-популярной книгой «Ракеты, планеты и мы» („Raketos, planetos ir mes“, 1962). Первая книга стихов «Знак речи» („Kalbos ženklas“, 1972).
Переводил на литовский язык стихотворения Анны Ахматовой, Бориса Пастернака, Иосифа Бродского, Осипа Мандельштама, Хлебникова, Т. С. Элиота, Шарля Бодлера, Оскара Милоша, Лорки, Рильке, Одена, Паунда, Превера, Кароля Войтылы, Збигнева Херберта, Чеслава Милоша, Виславы Шимборской и других поэтов.
Издал несколько книг стихотворений, сборников публицистики, литературно-критических и историко-литературных работ, сборник своих переводов, также путеводитель по Вильнюсу (переведён на ряд европейских языков), книгу «Имена Вильнюса» („Vilniaus vardai“; сам автор характеризует её как своего рода личную энциклопедию вильнюсцев от Миндовга и Гедимина до Милоша; включает 564 персоналии). В 2009 году вышел английский вариант этой книги („Vilnius. A Guide to Its Names and People“).
Стихи Томаса Венцловы переводились на английский, венгерский, немецкий, польский, португальский, русский, словенский, чешский, шведский и другие языки. На русском языке поэзия Венцловы публиковалась в переводах Виталия Асовского, Иосифа Бродского, Владимира Гандельсмана, Анны Герасимовой, Натальи Горбаневской, Георгия Ефремова, Виктора Куллэ, Александра Кушнера, Константина Русанова, Павла Шкарина и других поэтов и переводчиков.
В 2018—2019 годах был опубликован двухтомник Т. Венцловы «Литовская история для всех».

## Научная деятельность
Основные работы посвящены отдельным аспектам стиховедения, истории русской литературы, в особенности Серебряного века, а также современной литовской литературе и её прошлому, польской литературе. Среди работ, посвящённых польской литературе, выделяется монография об Александре Вате „Aleksander Wat: Life and Art of an Iconoclast“ (1996; польский перевод „Aleksander Wat. Obrazoburca“, Краков, 1997).

## Награды и звания
За творческие заслуги награждён крестом Командора ордена Великого князя литовского Гедиминаса (1995), крестом офицера Ордена Креста Витиса (1999), Национальной премией Литвы в области культуры и искусства (2000), статуэткой Святого Христофора (награда города Вильнюса; 2002), Ятвяжской премией Поэтической осени в Друскининкай (2005).
- Медаль Независимости Литвы (1 июля 2000 года)[8].
- Памятный знак за личный вклад в развитие трансатлантических отношений Литвы и по случаю приглашения Литовской Республики в НАТО (12 февраля 2003 года, Литва)[9].

Доктор honoris causa Университета Марии Кюри-Склодовской в Люблине (1991), Ягеллонского университета в Кракове (2000), Университета Николая Коперника в Торуни (2005), Университета Витовта Великого в Каунасе (2010; решение о присвоении почётного звания за заслуги перед наукой, культурой и университетом было принято на заседании Сената университета 24 февраля, церемония вручения регалий состоялась 1 июня 2010 года). 8 января 2007 в Вильнюсе ему была вручена медаль в память Венгерской революции 1956 года за важный интеллектуальный вклад в современное понимание истинного значения венгерского антисоветского восстания. В октябре 2008 года получил в Санкт-Петербурге международную премию за развитие и укрепление гуманитарных связей в странах Балтийского региона «Балтийская звезда» (диплом, нагрудный знак и денежная премия), учреждённую в 2004 году Министерством культуры и массовых коммуникаций Российской Федерации, Союзом театральных деятелей Российской Федерации, Комитетом по культуре Санкт-Петербурга, Всемирным клубом петербуржцев и фондом «Балтийский международный фестивальный центр», которой были отмечены также Даниил Гранин, Раймонд Паулс, Ингмар Бергман.
11 сентября 2012 года в связи с 75-летием Венцлова за укрепление культурного диалога и воспитание гуманистических ценностей был награждён почётным знаком Министерства культуры Литвы «Неси свой свет и верь». 14 сентября того же года за прославление Литвы в мире, участие в создании Хельсинкской группы и вклад в развитие добрососедских отношений с другими странами был отмечен почётным знаком Министерства иностранных дел Литвы «Звезда литовской дипломатии». 12 ноября 2012 года Томасу Венцлове (и Адаму Михнику) присвоено звание почётного доктора Клайпедского университета.
3 апреля 2013 года Совет самоуправления города Вильнюса едингласно проголосовал за присвоение Венцлове звания почётного гражданина Вильнюса. Церемония присвоения звания почётного гражданина состоялась 13 мая 2013 года в вильнюсской Ратуше.
11 ноября 2013 года в связи с Днём Независимости Польши за выдающиеся заслуги в укреплении межкультурного диалога и идей гуманизма, популяризации достижений польской культуры был награждён Большим крестом ордена Заслуг перед Республикой Польша.
В 2014 году в Мюнхене получил поэтическую премию Петрарки, в 2023 году в Варшаве — поэтическую премию Збигнева Херберта.
11 сентября 2017 года Венцлова был награждён большим крестом командора ордена «За заслуги перед Литвой» (декрет был подписан президентом Литвы 8 сентября). 14 сентября 2017 года Венцлова был возведён в степень почётного доктора Вильнюсского университета.

## В творчестве современников
«Литовский дивертисмент» Иосифа Бродского (1971) посвящён Томасу Венцлове.
Неоднократно упоминается в книге Натальи Трауберг «Сама жизнь».

## Издания

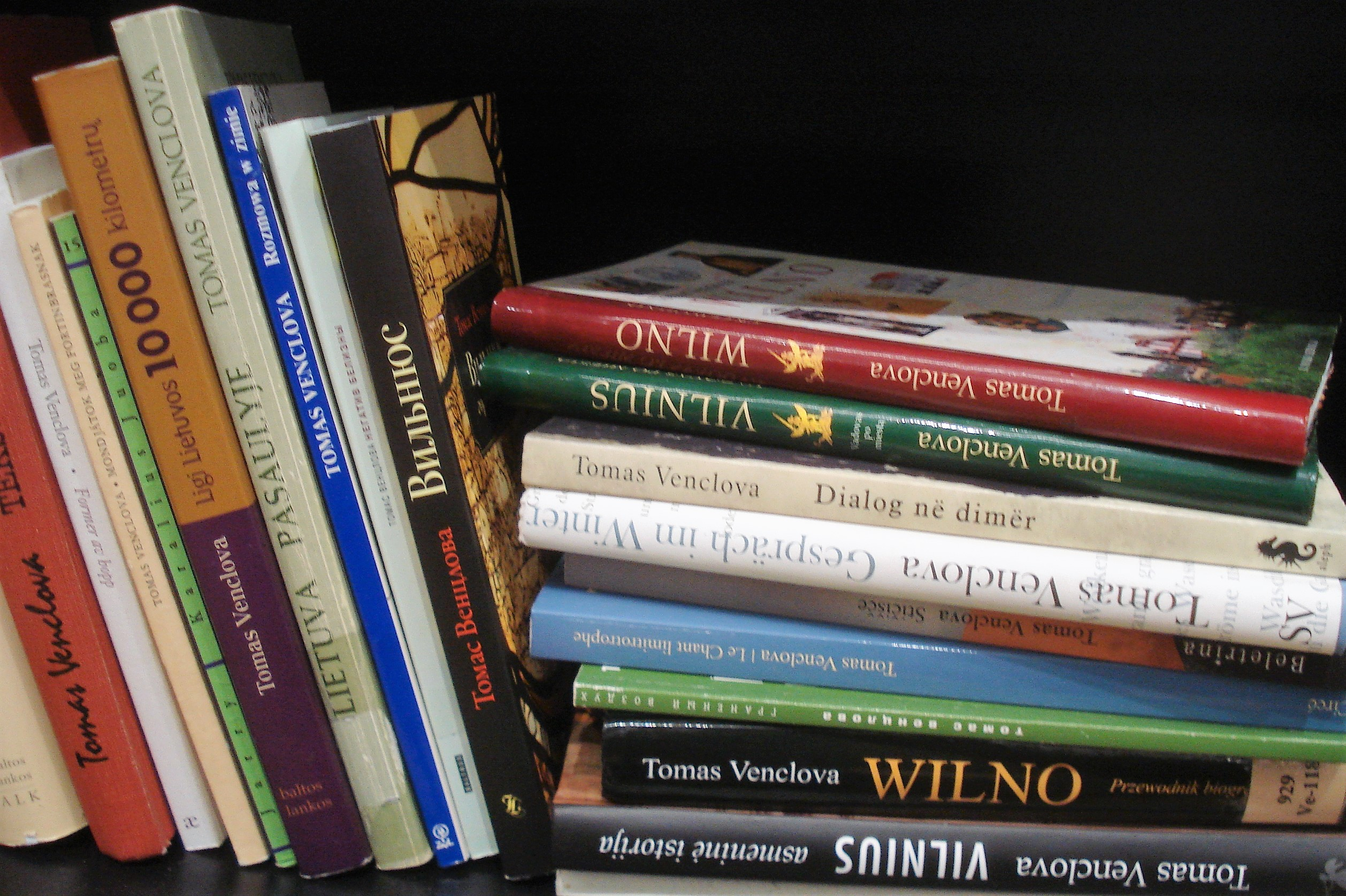
Некоторые книги Томаса Венцловы

- Неустойчивое равновесие: восемь русских поэтических текстов. New Haven: YCIAS, 1986.
- Собеседники на пиру. Статьи о русской литературе. Vilnius: Baltos lankos, 1997. 256 с.
- Гранёный воздух. Стихотворения. Москва: ОГИ, Дом Юргиса Балтрушайтиса, 2002.
- Статьи о Бродском. Москва: Baltrus, Новое издательство, 2005. 176 с.
- Негатив белизны. Стихи разных лет/ На русском языке с параллельным литовским текстом. Москва: Новое издательство, 2008
- Вильнюс: город в Европе. Пер. с лит. Марии Чепайтите. Санкт-Петербург: Издательство Ивана Лимбаха, 2012. 264 с. ISBN 978-5-89059-167-8
- Собеседники на пиру. Литературоведческие работы. Москва: Новое литературное обозрение, 2012. 624 с. (Научное приложение. Выпуск CVIII). ISBN 978-5-86793-953-3.
- Пограничье. Публицистика разных лет. Санкт-Петербург: Издательство Ивана Лимбаха, 2015. 640 с. ISBN 978-5-89059-224-8
- Поиски оптимизма в пессимистические времена: Предчувствия и пророчества Восточной Европы (в соавторстве с Леонидасом Донскисом). Санкт-Петербург: Издательство Ивана Лимбаха, 2016. 160 с. ISBN 978-5-89059-267-5
- Metelinga: Стихотворения и не только / Пер. и сост. А. Герасимовой. — М.: Пробел-2000, Umka-Press, 2017. — 244 с. ISBN 978-5-98604-596-2 (стихотворения — билингва, воспоминания, письма, интервью)
- Raketos, planetos ir mes. Vilnius: Valstybinė grožinės literatūros leidykla, 1962. 168 p.
- Golemas, arba dirbtinis žmogus: pokalbiai apie kibernetiką. Vilnius, 1965. 272 p.
- Kalbos ženklas: eilėraščiai. Vilnius: Vaga, 1972. 64 p.
- 98 eilėraščiai. Chicago: Algimanto Mackaus knygų leidimo fondas, 1977. 142 p.
- Lietuva pasaulyje: publicistika. Chicago: Akademinės skautijos leidykla, 1981. 292 p.
- Tekstai apie tekstus. Chicago: Algimanto Mackaus knygų leidimo fondas, 1985. 240 p.
- Tankėjanti šviesa: eilėraščiai. Chicago: Algimanto Mackaus knygų leidimo fondas, AM&M Publications, 1990. 72 p.
- Pašnekesys žiemą: eilėraščiai ir vertimai. Vilnius: Vaga, 1991. 376 p.
- Vilties formos: eseistika ir publicistika. Vilnius: Lietuvos rašytojų sąjungos leidykla, 1991. 544 p.
- Reginys iš alėjos: eilėraščiai. Vilnius: Baltos lankos, 1998. 64 p.
- Rinktinė. Vilnius: Baltos lankos, 1999. 216 p.
- Manau, kad… Pokalbiai su Tomu Venclova. Vilnius: Baltos lankos, 2000. 320 p.
- Ligi Lietuvos 10 000 kilometrų. Vilnius: Baltos lankos, 2003. 236 p.
- Vilniaus vardai. Vilnius: R. Paknio leidykla, 2006. 333 p. ISBN 9986-830-96-6.
- Kitaip: poezijos vertimų rinktinė. Vilnius: Lietuvos rašytojų sąjungos leidykla, 2006. 432 p. ISBN 9986-39-422-8.
- Vilnius: asmeninė istorija. Vilnius: R. Paknio leidykla, 2011. 200 p. ISBN 978-9955-736-35-6 (литовский текст книги, изданной на немецком языке под названием „Vilnius. Eine Stadt in Europa“, на польском — „Opisać Wilno“).
- Pertrūkis tikrovėje. Straipsniai apie literatūrą ir kultūrą. Vilnius: Lietuvių literatūros ir tautosakos institutas, 2013. 614 p. ISBN 978-609-425-096-5
- Aleksander Wat: life and art of an iconoclast. New Haven: Yale University Press, 1996. ISBN 0-300-06406-3.
- Winter Dialogue. Northwestern University Press, 1997.
- Forms of Hope: Essays. The Sheep Meadow Press, 1999.
- Aleksander Wat. Obrazoburca. Przeł. J. Goślicki. Kraków: Wydawnictwo Literackie, 1997.
- Eseje. Publicystyka. Pogranicze, 2001. ISBN 83-86872-25-X.
- Niezniszczalny rytm — eseje o literaturze. Pogranicze, 2002. ISBN 83-86872-39-X.
- Opisać Wilno. Przeł. Alina Kuzdobska. Warszawa: Fundacja Zeszytów Literackich, 2006. 208 s. ISBN 83-60046-60-3.
- Vilnius. Eine Stadt in Europa. Aus dem Litauischen von Claudia Sinnig. Frankfurt am Main: Suhrkamp Verlag, 2006. 242 S. ISBN 978-3-518-12473-4.
- Vilnius. A Guide to Its Names and People. Vilnius: R. Paknio leidykla, 2009. 352 p. ISBN 978-9955-736-22-6 (английский перевод книги, изданной на литовском язык под названием „Vilniaus vardai“).
- Vilnius egy város Európában / tr. by Tölgyesi Beatrix. Budapest: Európa Könykviadó, 2009. 278 p. ISBN 978-9630787239 (венгерский перевод книги, изданной на немецком языке под названием „Vilnius. Eine Stadt in Europa“, на польском — „Opisać Wilno“)
- Lietuvos istorija visiems, I tomas. Vilnius: R. Paknio leidykla, 2018, 336 p.
- Lietuvos istorija visiems, II tomas. Vilnius: R. Paknio leidykla, 2019, 380 p.

## Музей
В Вильнюсе в бывшей квартире писателя Антанаса Венцловы на улице Паменкальнё (Pamėnkalnio g. 34), где вырос его сын Томас Венцлова и бывали его друзья: Кама Гинкас, Леонардас Гутаускас, Рамунас Катилюс, Юозас Тумялис, Николай Котрелёв, Иосиф Бродский — действует мемориальный дом-музей семьи Венцловы.